# Szürke tölcsérgomba
A szürke tölcsérgomba (Clitocybe nebularis vagy Lepista nebularis) a pereszkefélék családjába sorolt tölcsérgomba (Clitocybe) nemzetség egyik faja.

## Elterjedése, előfordulása
Magyarországon is meglehetősen gyakori. Szeptembertől novemberig gyűjthető.

## Megjelenése, felépítése

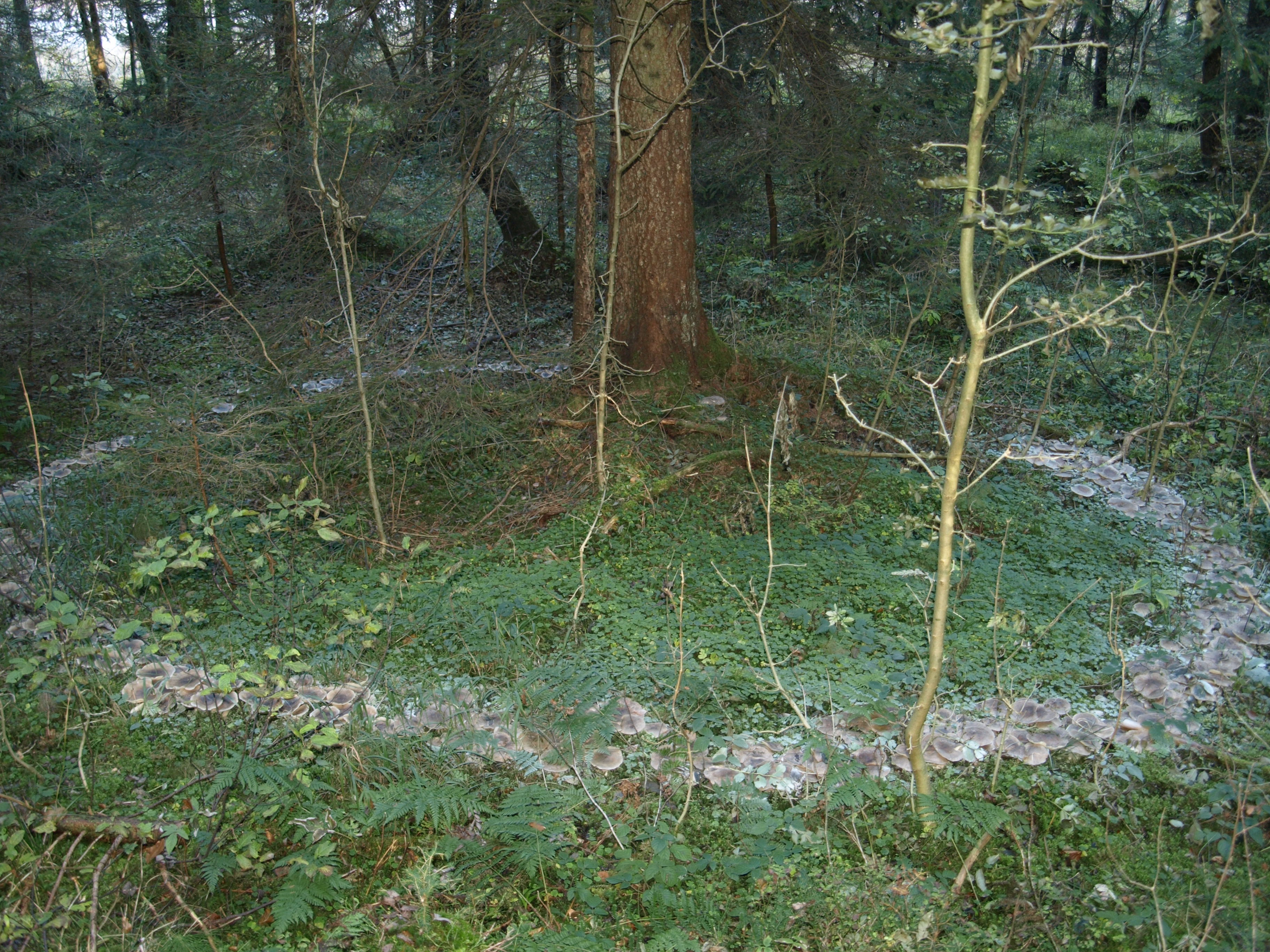
Szürke tölcsérgombák boszorkánykört alkotva

Kalapjának átmérője 6–15 (20) centiméter. A kalap szürke, barnásszürke, de lehet fehér is, fiatalon hamvas (ez letörölhető). Fiatalon domború, majd ellaposodik, kissé tölcséresedhet. A széle sokáig begöngyölt, gyakran hullámos. Sűrűn álló, fehéres, illetve krémsárga lemezei kissé lefutók, a kalap húsáról könnyen leválaszthatók.
Tönkje 4–12 cm hosszú, 1,5–4 cm vastag, felfelé vékonyodó, alul szélesebb, bunkó alakú, fehéres, világosszürke. Felülete szálas, rostos, belül idővel üregesedik. A tönk aljára gyakran avarmaradványok tapadnak.
Húsa szárazon fehér, nedvesen kissé szürkés. Vastag; eleinte kemény, majd megpuhul. Tönkje szivacsos, jellegzetes, fűszeres illatú és ízű.
Összetéveszthető a mérgező nagy döggombával, a viaszfehér tölcsérgombával és a kajsza lisztgombával.

## Felhasználása
Kiadós, de étkezési értéke csekély — ugyanis annyira fűszeres ízű, hogy önálló fogyasztásra nem ajánlják; leginkább fűszerként fogyasztható. Emellett csak feltételesen ehető, ugyanis egyeseknek allergiát okozhat. Felhasználás előtt érdemes leforrázni. Íze kissé savanykás, ezért ételek savanyítására is alkalmas.

## Életmódja, termőhelye
Lomb- és fenyőerdőben, gyakran folyásokban növő, gyakori faj. Vastag avartakarón tömegesen jelenhet meg, és egészen az első havazásokig kitart. Fagyálló. Ősszel szeptembertől november végéig terem, de enyhe teleken jóval tovább is.
Nagyobb csoportokban, illetve (jellemzően) boszorkánykörökben nő.